# Anna van Gogh-Kaulbach

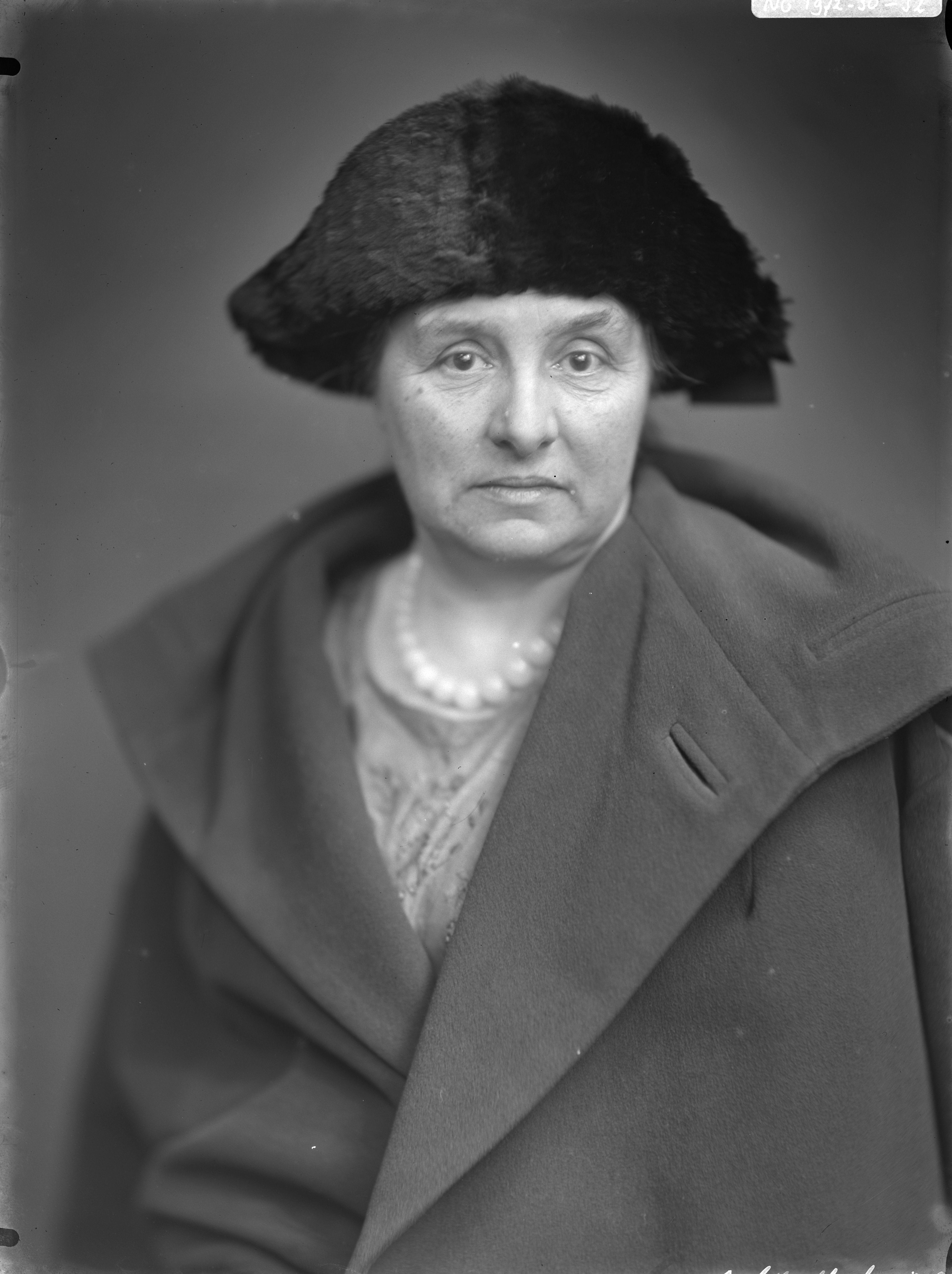
Anna van Gogh-Kaulbach um 1900

Anna Maria van Gogh-Kaulbach (* 31. Dezember 1869 in Velsen; † 28. Januar 1960 in Haarlem) war eine niederländische Schriftstellerin und Übersetzerin.

## Leben
Anna Kaulbach wurde am 31. Dezember 1869 in Velsen geboren. Sie war die Tochter des niederländisch-reformierten Arztes Frans Ludwig Eduard Kaulbach (1835–1899) und Helena Maria Cornelia van Reijn (1836–1903). Kaulbach hatte sechs Geschwister, die jedoch alle kurz nach der Geburt starben. Ihre Mutter erblindete 1871. Am 30. August 1899 heiratete sie in Velsen den Blumenzwiebelzüchter und Kunsthändler Willem Jacob van Gogh (1863–1934). Aus der Ehe gingen zwei Töchter und drei Söhne hervor.
Vermutlich kam sie schon früh mit sozialistischen Ideen in Berührung, da ihre Eltern mit Ferdinand Domela Nieuwenhuis befreundet waren. Sie besuchte das Mädchengymnasium in Haarlem und blieb nach ihrem Examen zu Hause, da sie sich um ihre Mutter kümmerte. Sie fing an Geschichten zu schreiben und im Jahr 1892 veröffentlichte sie unter dem Pseudonym Wata in Elseviers Geïllustreerd Maandschrift. Sie verliebte sich in dem Jahr in den Blumenzwiebelzüchter Willem van Gogh, einen Cousin von Vincent van Gogh. Beide traten 1894 in die Sozialdemokratische Arbeiterpartei (SDAP) ein. Im selben Jahr veröffentlichte sie unter dem Pseudonym Wilhelmina Reynbach ihren ersten Roman in Buchform Albert Overberg.
Nach der Hochzeit mit van Gogh im Jahr 1899 lebte das Ehepaar zunächst in Lisse, dann in Sassenheim und ab 1906 in Haarlem. Dort eröffnete van Gogh eine Kunsthandlung. Aus der Ehe gingen die Kinder Eduard (1900), Willem Daniël (1902), Magdalena (1903), Maria Cornelia (1905) und Henri (1909) hervor.

## Werk
In ihrem Leben veröffentlichte Anna van Gogh-Kaulbach mehr als hundert Romane, Theaterstücke, Erzählungen, Kinderbücher, Reiseberichte und Übersetzungen in Buchform. Sie übersetzte Balzac, Dickens und Dostojewski, aber auch Neel Doff, die als Niederländerin ihre Werke auf Französisch veröffentlichte. Als Herausgeberin gab sie die Weekblad voor de jeugd von 1910 bis 1915 heraus, das Scheurkalenders Morgengroeten von 1915 bis 1918 und den Literaturkalender von 1927 bis 1931. Für das Haarlemsch Dagblad schrieb sie ab 1913 Bühnenkritiken und ab 1923 verfasste sie Artikel für die Dames-Kroniek. Ab den 1930er Jahren schrieb, redigierte und übersetzte sie auch Hörspiele für den Rundfunk.
Ihr Gesellschaftsroman Rika erschien 1905 und wurde unter dem Namen „Anna van Gogh-Kaulbach“ veröffentlicht. In ihm machte sie auf das Proletariat in der Blumenzwiebelregion aufmerksam. Kurz nach der Veröffentlichung wurde sie Mitglied der „roten“ Vereniging van Letterkundigen. Zu der Zeit schrieb sie im Stil der Tachtigers. In ihrem Roman Mutter der 1909 erschien und in 25 Auflagen herausgegeben wurde, skizzierte sie „das zerrissene Leben, das eine so in zwei Seiten zerrissene Frau erleben kann, und die fatalen Folgen, die diese ungelöste Situation nach sich ziehen kann“.
Sie übernahm 1914 die Stelle des Theaterredakteur des Haarlemsch Dagblad, als dieser in den Krieg eintreten musste. Einen Roman über die Französische Revolution, mit der Aristokratentochter Henriette Amelie de Nerha als Titelfigur, veröffentlichte sie 1917. Mit ihrer Familie liebte sie von 1919 bis 1924 in Arnheim und danach in Amsterdam. Den Problemen einer berufstätigen Frau widmete sie 1928 den Roman Das brennende Herz. Die Themen Ehe und Mutterschaft scheinen der Kern ihrer Arbeit zu sein. Ihr Mann starb 1934. Anna van Gogh-Kaulbach reiste zwischen 1937 und 1938 nach Niederländisch-Ostindien, wo ihr ältester Sohn als Arzt lebte.
Von der SDAP entfremdete sie sich in den 1930er Jahren, als diese ihre pazifistische Einstellung aufgab. Sie schrieb ein Vorwort für den kommunistischen Verlag Pegasus zur Multatuli-Anthologie im Jahr 1937. Sie weigerte sich, der „Kulturkammer“ während der deutschen Besetzung beizutreten und bot den Widerstandskämpfern Leendert van den Muijzenberg und Brecht Willemse eine Zeitlang Unterschlupf. Sie blieb als Schriftstellerin und Übersetzerin ihr Leben lang produktiv. Ihr letzter Roman Zomerland, der 1953 erschien, befasste sich mit dem antifaschistischen Widerstand.
Anna van Gogh-Kaulbach starb am 28. Januar 1960 im Alter von neunzig Jahren in Haarlem. Zu dem Zeitpunkt lagen auf ihrem Arbeitstisch eine fast fertige Übersetzung und Notizen zu einem noch zu schreibenden Artikel.